# Metro séptuple

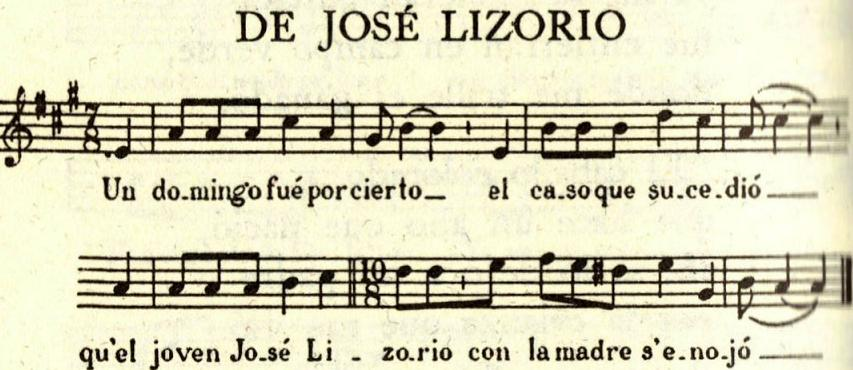
Corrido de José Lizorio

El metro séptuple, metro septenario o tiempo séptuple es un metro musical caracterizado por siete golpes de tiempo o siete notas de igual duración en una medida. Marcas de compás para el metro simple son 7/4 o 7/8, y en el metro compuesto, 21/8. Los patrones de acentuación más comunes son  2 + 2 + 3, 3 + 2 + 2 u ocasionalmente 2 + 3 + 2.